# Samuel Rinnah Van Sant
Samuel Rinnah Van Sant (Rock Island, 11 maggio 1844 – Attica, 3 ottobre 1936) è stato un politico statunitense. Era membro del partito repubblicano.

## Biografia
Nato a Rock Island, fu Rappresentante della Camera dei rappresentanti del Minnesota dal gennaio 1893 e dal 1895 fu speaker di essa. Van Sant è stato anche governatore del Minnesota, dal 7 gennaio 1901 al 4 gennaio 1905, il primo a svolgere un mandato di quattro anni. Durante il suo governatorato ci fu un'importante riforma fiscale, dopo la fine del suo mandato si allontanò dalla politica. Fu un orgoglioso veterano della guerra civile americana infatti servì nel 9º Reggimento della Cavalleria dell'Illinois, e fu comandante in capo della Grande Armata della Repubblica per un anno, dal 1909 al 1910. Era amichevolmente soprannominato "Captain Sam". Sposò Ruth Hall con la quale ebbe tre figli. Morì a 92 anni nell'Indiana.